# Tetragoniceps longicaudata
Tetragoniceps longicaudata är en kräftdjursart som beskrevs av Nicholls 1939. Tetragoniceps longicaudata ingår i släktet Tetragoniceps och familjen Tetragonicipitidae. Inga underarter finns listade i Catalogue of Life.